# Brandon Bass
Brandon Sam Bass (Baton Rouge, Luisiana; 30 de abril de 1985) es un jugador de baloncesto estadounidense que actualmente está sin equipo.

## Carrera
Su periplo universitario lo pasó en la Universidad de Louisiana, antes de ser elegido en el 33.eɽ puesto de la segunda ronda del Draft de la NBA de 2005 por los Warriors. En 2005 fue nombrado mejor jugador de la Southeastern Conference, defendiendo la camiseta de los Tigers. 
En su primera temporada en la NBA promedió 2 puntos y 2 rebotes en 21 partidos, 3 de ellos como titular. 
En 2007, firmó como agente libre por los Dallas Mavericks rindiendo a un buen nivel.
El 10 de julio de 2009, fichó por Orlando Magic por 4 años y 18 millones de dólares.
En diciembre de 2011, fue traspasado a los Boston Celtics por Glen Davis y Von Wafer.
Tras su paso por los Boston Celtics el 6 de julio de 2015 se confirma su llegada a la plantilla angelina.
En febrero de 2021 se integró a la selección de Estados Unidos para jugar los dos partidos finales de la clasificación de la FIBA AmeriCup en sustitución de Paul Atkinson, quien tuvo que abandonar el equipo por haber contraído el COVID-19.

## Estadísticas de su carrera en la NBA

### Temporada regular
| Año     | Equipo           | PJ  | PT  | MPP  | %TC  | %3P  | %TL  | RPP | APP | ROB | TPP | PPP  |
| ------- | ---------------- | --- | --- | ---- | ---- | ---- | ---- | --- | --- | --- | --- | ---- |
| 2005-06 | NO/Oklahoma City | 29  | 1   | 9.2  | .400 | .000 | .632 | 2.3 | .1  | .1  | .2  | 2.3  |
| 2006-07 | NO/Oklahoma City | 21  | 3   | 7.7  | .341 | .000 | .750 | 2.0 | .1  | .1  | .1  | 2.0  |
| 2007-08 | Dallas           | 79  | 1   | 19.7 | .499 | .000 | .822 | 4.4 | .7  | .3  | .6  | 8.3  |
| 2008-09 | Dallas           | 81  | 0   | 19.4 | .496 | .000 | .867 | 4.5 | .5  | .3  | .7  | 8.5  |
| 2009-10 | Orlando          | 50  | 3   | 13.0 | .511 | .000 | .825 | 2.5 | .4  | .2  | .5  | 5.8  |
| 2010-11 | Orlando          | 76  | 51  | 26.1 | .515 | .000 | .815 | 5.6 | .8  | .4  | .7  | 11.2 |
| 2011-12 | Boston           | 59  | 39  | 31.7 | .479 | .000 | .810 | 6.2 | .9  | .6  | .9  | 12.5 |
| 2012-13 | Boston           | 81  | 69  | 27.6 | .486 | .000 | .860 | 5.2 | 1.0 | .5  | .8  | 8.7  |
| 2013-14 | Boston           | 82  | 73  | 27.6 | .486 | .333 | .858 | 5.7 | 1.1 | .4  | .9  | 11.1 |
| 2014-15 | Boston           | 82  | 43  | 23.5 | .504 | .281 | .790 | 4.9 | 1.3 | .5  | .4  | 10.6 |
| 2015-16 | L.A Lakers       | 66  | 0   | 20.3 | .549 | .000 | .845 | 4.3 | 1.1 | .5  | .8  | 7.2  |
| 2016-17 | L.A Clippers     | 52  | 0   | 11.1 | .575 | .333 | .875 | 2.5 | .4  | .3  | .2  | 5.6  |
| Total   | Total            | 758 | 283 | 21.7 | .499 | .207 | .832 | 4.5 | .8  | .4  | .6  | 8.7  |

### Playoffs
| Año   | Equipo        | PJ | PT | MPP  | %TC  | %3P  | %TL  | RPP | APP | ROB | TPP | PPP  |
| ----- | ------------- | -- | -- | ---- | ---- | ---- | ---- | --- | --- | --- | --- | ---- |
| 2008  | Dallas        | 5  | 0  | 26.6 | .472 | .000 | .960 | 6.8 | .4  | .6  | .6  | 11.6 |
| 2009  | Dallas        | 10 | 0  | 19.2 | .550 | .000 | .903 | 4.1 | .7  | .7  | .4  | 9.4  |
| 2010  | Orlando       | 7  | 0  | 6.0  | .538 | .000 | .833 | 1.1 | .1  | .0  | .0  | 2.7  |
| 2011  | Orlando       | 6  | 6  | 23.2 | .421 | .000 | .923 | 4.2 | .3  | .5  | .8  | 7.3  |
| 2012  | Boston        | 20 | 20 | 30.4 | .463 | .000 | .922 | 5.3 | .8  | .7  | .5  | 11.1 |
| 2013  | Boston        | 6  | 5  | 34.0 | .483 | .000 | .800 | 6.7 | 1.2 | .3  | .2  | 6.7  |
| 2015  | Boston        | 4  | 4  | 21.5 | .350 | .000 | .600 | 2.0 | 2.5 | .3  | .8  | 5.0  |
| 2017  | L.A. Clippers | 1  | 0  | 3.8  | .333 | .000 | .000 | 1.0 | .0  | 1.0 | .0  | 2.0  |
| Total | Total         | 59 | 35 | 23.9 | .471 | .000 | .890 | 4.4 | .7  | .5  | .4  | 8.4  |